# OK Computer
OK Computer je treći studijski album britanske alternativne rok grupe Rejdiohed. Album je izdat 16. juna 1997. za britansko tržište i 1. jula 1997. godine za američko tržište. Izdat je za izdavačke kuće Parlofoun (engl. Parlophone) i Kepitol Rekords (engl. Capitol Records). Sadrži 12 pjesama, od kojih su tri izdate kao singlovi. Na UK Album Chart dostigao je prvo mjesto, koje je držao dve sedmice, a po broju prodanih kopija postigao je trostruki platinasti tiraž u Velikoj Britaniji, dvostruki platinasti u SAD i platinasti u Australiji. Album je proširio popularnost grupe u svijetu, te je postao posljednji album s odgođenom distribucijom izvan Velike Britanije. Dobio je visoke ocjene od kritičara i godine 1998. je osvojio Gremi u kategoriji alternativnog albuma godine.

## Spisak pjesama
- (4:44)
- (6:23)
- (4:27)
- (4:24)
- (4:59)
- (4:21)
- (1:57)
- (3:50)
- (4:45)
- (3:48)
- (4:19)
- (5:24)

## Singlovi
- , maj 1997.
- , avgust 1997.
- , januar 1998.